# Klein peenplatlijfje
Het klein peenplatlijfje (Depressaria depressana) is een vlinder uit de familie van de grasmineermotten (Elachistidae). De wetenschappelijke naam werd in 1775 gepubliceerd door Johann Christian Fabricius.
De soort komt voor in Europa.